# Acathrito angolensis
Acathrito angolensis är en tvåvingeart som beskrevs av Lyneborg 1989. Acathrito angolensis ingår i släktet Acathrito och familjen stilettflugor.
Artens utbredningsområde är Angola. Inga underarter finns listade i Catalogue of Life.